# Гюнштеттен
Гюнштеттен (нім. Hünstetten) — сільська громада в Німеччині, знаходиться в землі Гессен. Підпорядковується адміністративному округу Дармштадт. Входить до складу району Райнгау-Таунус.
Площа — 50,56 км2. Населення становить 10 452 ос. (станом на 31 грудня 2020).